# Señorío de La Garcipollera
El señorío de La Garcipollera fue la denominación que recibieron conjuntamente los señoríos feudales de Acín, Larrosa e Iguácel, situados en el valle del mismo nombre, en La Jacetania de Huesca, cuando en 1332 quedaron bajo el dominio de un señor, aunque a partir de 1378 su propiedad se fraccionó por divisiones hereditarias, hasta que en 1494 volvió a unificarse bajo una misma autoridad.

## Origen (1332)
En agosto de 1332 Blasco I de Acín, señor de Aruej, y su hijo Sancho, compran los lugares de Acín, Larrosa e Iguácel a Pedro de Murillo, monje del monasterio de la Oliva, quien actuaba como prior general de las monjas de Cambron del Orden del Císter, que eran las señoras naturales de dichos lugares: "los vendió en toda forma y rigor a los Señores Blas de Azin, y a Sancho de Azin su hijo, testificada dicho mes y año por Pedro de Salvatierra Notario público de Zaragoza y real, de este modo se da principio y origen de la Baronia de la Rosa, Iguacer y Azin, en la casa y apellido de los Azines".

## División y posterior reunificación (1378-1430)

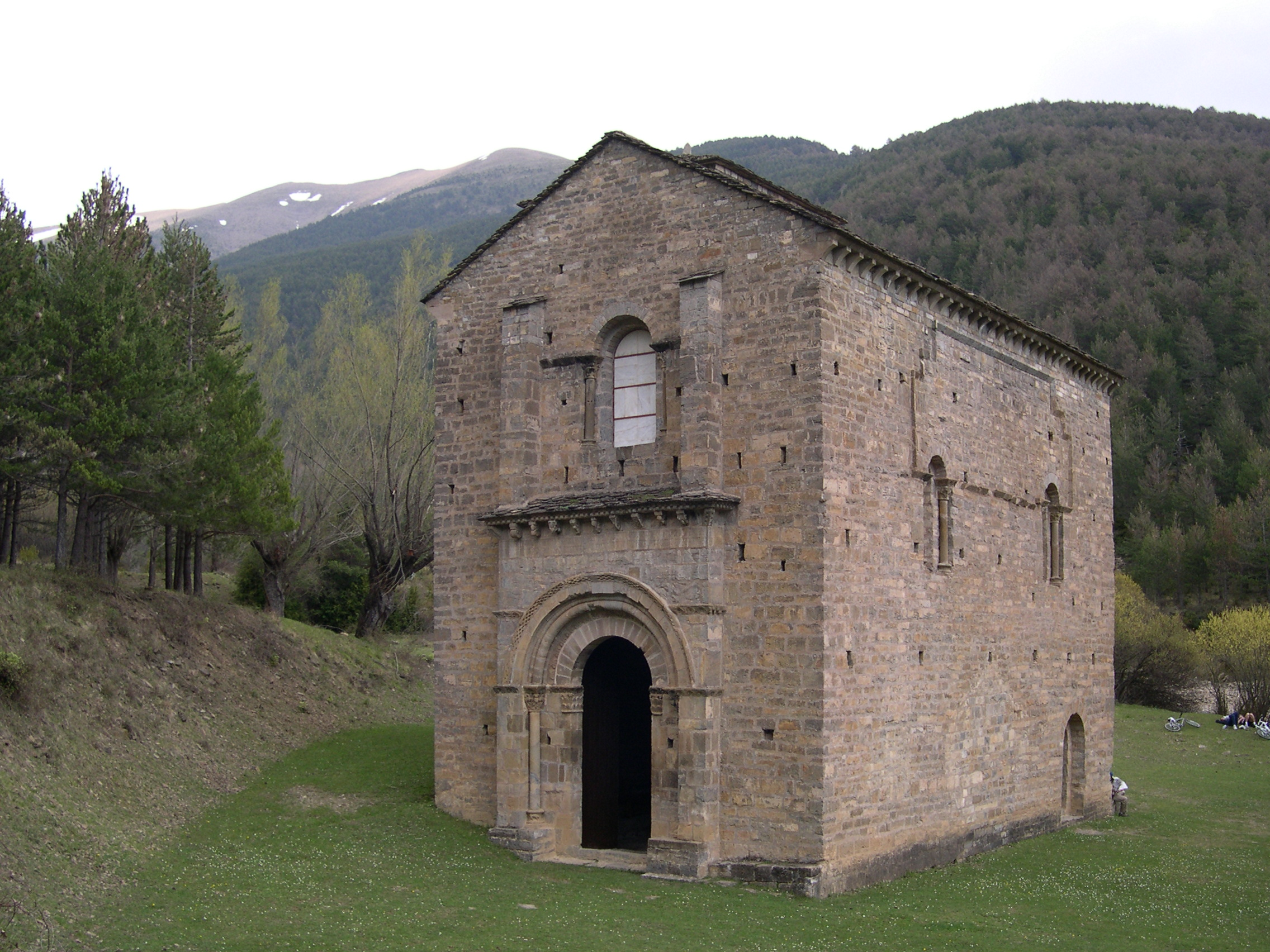
Iglesia de Santa María de Iguácel

En 1378 Blasco I de Acín ya había fallecido, y el dominio del señorío de La Garcipollera fue dividido en dos mitades asignadas a sus dos hijos: el citado Sancho y Egidio de Acín. Así consta en una firma posesoria que ganaron ambos hermanos en la Real Audiencia de Aragón el 26 de febrero de 1378. Respecto al señorío de Aruej, el dominio natural del linaje de los Acín, fue heredado íntegramente por Egidio, quien debía ser el primogénito y sucesor de la Casa, aunque Sancho ya tenía ciertos derechos sobre Aruej cuando el 8 de febrero de 1330 sus padres, Blasco I y Andrea de Vita, le ceden la mitad del molino harinero de Aruej a cambio de la mitad de la "moltura".
La división de La Garcipollera en dos mitades, pertenecientes a dos ramas distintas de los Acín, motivó en las generaciones siguientes ciertas disputas sobre la propiedad y dominio efectivo de las mismas, siendo necesario acudir hasta en tres ocasiones a la figura del arbitraje, para resolver amistosamente los conflictos que surgieron entre los distintos descendientes de los originales propietarios de cada mitad.  

### 1.º Proceso arbitral (Jaca, 30-09-1396)
Árbitros: Pedro Sánchez de Alquézar, Pedro de Villanúa (notarios), Pedro del Val y Juana de Banaguás, vecinos de Jaca.
Poco antes de 1396 fallece sin herederos Sancho II de Acín, hijo de Gil y nieto del citado Sancho, de quien había heredado su mitad de La Garcipollera. En ese momento, un tal García de Acín, señor de Aruej y de la otra mitad de La Garcipollera, e hijo de Ximeno de Acín (siendo este, probablemente, hijo de Egidio), se apodera de la mitad yacente del difunto Sancho II, convirtiéndose momentáneamente en señor de toda La Garcipollera. Pero dicha aprehensión no fue legítima, pues poco antes de morir, Sancho II había otorgado testamento (ante Juan Abad, rector de Senegüé), nombrando como heredero a su hermano Blasco, y si este moría sin herederos, a su tía Francha de Acín (hermana de Gil), esposa de Juan Abarca Sanz. Surgió, por tanto, un conflicto entre García y Francha de Acín, la legítima heredera de Sancho II (pues parece que Blasco, el hermano de Sancho II, había fallecido) por la propiedad de una mitad de La Garcipollera. El 30 de septiembre de 1396 se dictó el laudo arbitral que resolvía dicha disputa, otorgando dicha mitad a Francha y a su esposo Juan (quien actuó en el proceso en nombre de su esposa), que obligaba además a García, a guardar perpetuo silencio sobre el particular y a otorgar una escritura de cesión inter vivos que asegurara la posesión de esa mitad, por parte de Francha de Acín y Juan Abarca, como así hizo el 16 de enero de 1397 ante el notario de Canfranc, García Gil de Lasala. De este modo, una de las mitades en que originalmente fue dividido el señorío, recayó en la órbita de los Abarca.

### 2.º Proceso arbitral (Zaragoza, 7-06-1421)
Árbitra: Sancha Jiménez de Abarca, señora de Alfocea.

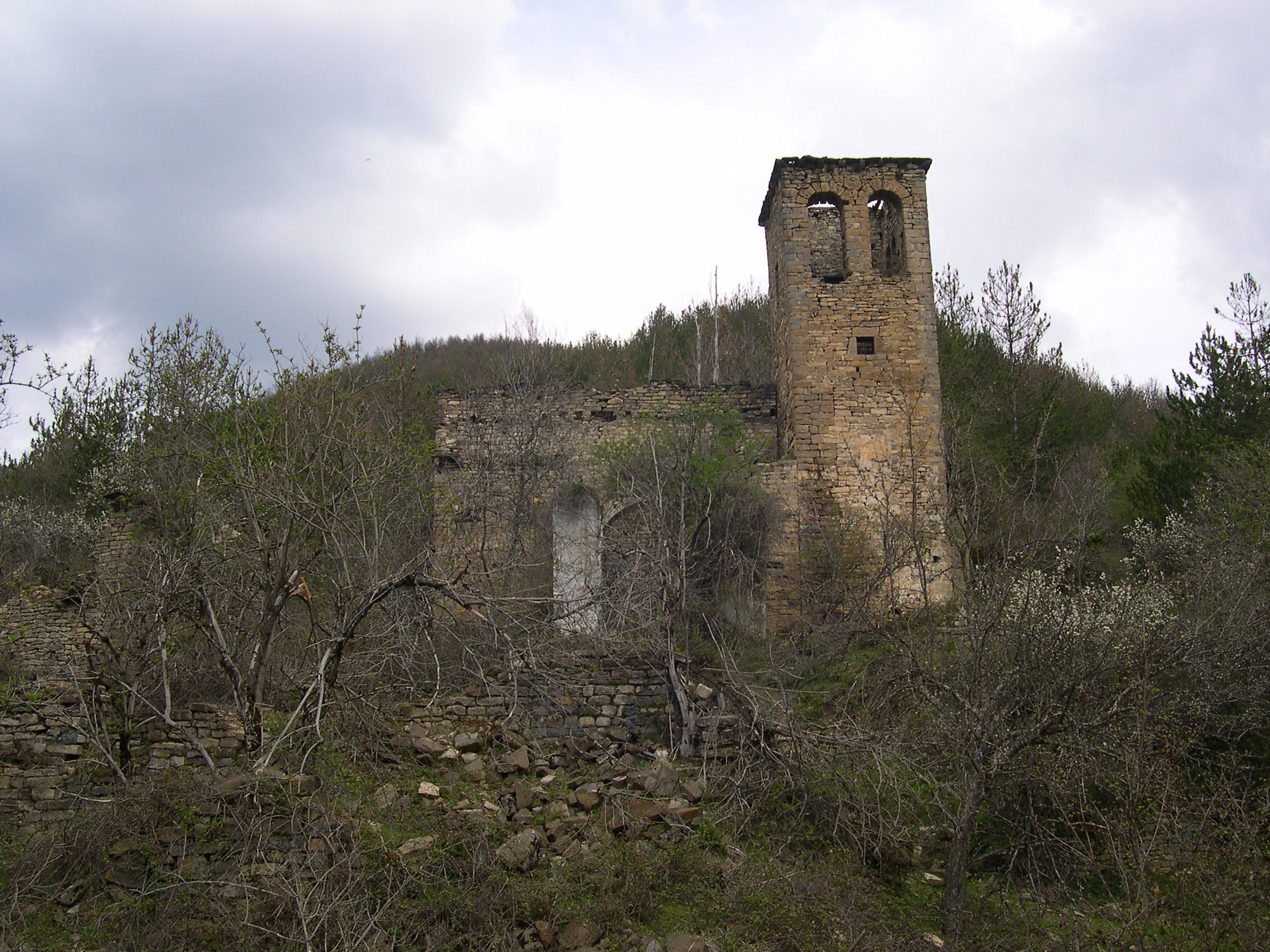
Restos de la antigua Iglesia de San Juan Bautista (Acín)

García de Acín debió fallecer poco antes de 1421 sin herederos, pues en ese año tenemos un nuevo laudo que dilucida sobre el devenir del señorío de Aruej, y de la mitad que poseía García en La Garcipollera. El laudo es de fecha 7 de junio de 1421 y adjudica a Gil de Acín, hermano de García, el pleno dominio de Aruej, como sucesor y cabeza del linaje, además del 50% de la mitad de La Garcipollera que había pertenecido a su hermano, es decir, ¼ del total del señorío. El otro 50% de la mitad de García, ¼ del total, se adjudicó al hijo y sucesor de Francha de Acín y Juan Abarca, es decir, a Rodrigo Abarca Acín, quien por herencia de su padre, fallecido en 1405 (ya que su madre aún viviría hasta 1426), ya era poseedor de una mitad de La Garcipollera, por lo que Rodrigo quedó con ¾ del total del señorío, y Gil con ¼ del mismo además del señorío de Aruej. La situación no debió ser especialmente amistosa entre Rodrigo y Gil, pues de los extractos copiados en el dosier, se manda que "Rodrigo y Gil hagan paz y remisión de sus rencores".

### 3.º Proceso arbitral (Villanúa, 29-01-1430)
Árbitros: Juan de Bernardo, canónigo y deán de Jaca, Blasco de Albay y Juan de Raiza, notario de Jaca.
Sabemos por una escritura del 19 de junio de 1426, que Gil de Acín, señor de Aruej y de ¼ de La Garcipollera, ya había fallecido en esa fecha,citándose a un tal Blasco (II) de Acín (posiblemente su hermano), como poseedor del señorío de Aruej y de los derechos de ese ¼ del señorío de La Garcipollera. En la escritura de 1426 se formaliza, por parte de Rodrigo (poseedor de ¾) y Blasco II (poseedor de ¼), el nombramiento de Lope, señor de Gurrea, como árbitro para dilucidar la posesión de los diezmos del señorío de La Garcipollera, a quien ambos otorgan "el poder de dar el diezmo a cualesquiera de nos". Se desconoce el sentido del laudo que decidió esta cuestión, pero ya se vislumbraba un conflicto latente entre Rodrigo y Blasco II, no ya por la asignación de los diezmos, sino por la propiedad del ¼ de La Garcipollera que poseía Blasco II. Un tercer laudo arbitral dictado el 29 de enero de 1430, puso fin a la situación, adjudicando el pleno dominio de Aruej a Blasco II de Acín, mientras que el ¼ que poseía este en La Garcipollera, se dividió nuevamente por mitades entre los citados Blasco II y Rodrigo, adjudicándose ⅛ del total del señorío, a cada uno de ellos.
Al final de este proceso arbitral, Rodrigo Abarca Acín logró reunir la mayor parte de La Garcipollera (siete octavas partes),y Blasco II de Acín tan solo ⅛, que lo cedió a su hija Sancha,posiblemente como dote, al contraer matrimonio con otro Rodrigo Abarca, hijo natural de Guiralt Abarca, señor de Gavín,y así permanecieron las cosas durante más de 60 años.
El término "Garcipollera" comenzó entonces a emplearse para identificar a la rama de los Abarca que ostentaba la mayor parte de este señorío, designándola como los "Abarca de Garcipollera", hasta que a finales del siglo XVII elevaron su estatus nobiliario, por la concesión del título de conde de La Rosa.

## La permuta de Señoríos (1494)
En 1494 Rodrigo Abarca Acín (el hijo de Juan y Francha) hacía tiempo que había fallecido (en 1457), siendo su nieto Juan Abarca Gurrea su sucesor como propietario de siete octavas partes de La Garcipollera, además del señorío de Serué y la pardina de Bailín por herencia de su abuela paterna María Abarca,esposa de Rodrigo.
En ese momento, un tal Guiralt Abarca aparece como propietario del ⅛ restante de La Garcipollera, por lo que muy probablemente era el hijo, o sucesor, de Sancha de Acín y su esposo Rodrigo Abarca (el hijo natural de Guiralt Abarca, señor de Gavín), quienes en 1430 habían sido los adjudicatarios de dicha porción.
Es evidente que para Juan sería más beneficioso poseer el dominio total del señorío, por lo que el 18 de marzo de 1494 permutó con su pariente Guiralt, el señorío de Serué y la pardina de Bailín, por el ⅛ de La Garcipollera que le faltaba. De este modo, Juan volvía a reunir bajo una sola autoridad el señorío de La Garcipollera, que desde 1378 había estado dividido, y en litigio, entre diversas ramas descendientes de sus propietarios originales. La permuta se verificó en Borau el 18 de marzo de 1494 ante el notario jaqués Martín de Lasala.

## Señores de La Garcipollera
- (Hasta 1332) Monjas de Cambron;
- (1332-1378) Blasco I de Acín, señor de Aruej. Cabeza del linaje de los Acín que ostentaba, desde tiempo inmemorial, el señorío de Aruej (en la Jacetania oscense) de donde era originario, aunque aparece documentado el 8 de abril de 1330 como vecino de Zaragoza. Contrajo matrimonio con Andrea de Vita, con quien tuvo al citado Sancho y a Egidio de Acín.

### Señorío dividido (1378-1494)
- (1378-1396) Egidio de Acín, señor de Aruej (50% de La Garcipollera), y Sancho de Acín (50% de La Garcipollera);
- (1396-1421) García de Acín, señor de Aruej (50%), y Francha de Acín con su esposo Juan Abarca Sanz (y desde 1405, su hijo Rodrigo Abarca Acín) (50%);
- (1421-1426) Gil de Acín, señor de Aruej (25%), y Rodrigo Abarca Acín (75%);
- (1426-1430) Blasco II de Acín, señor de Aruej (25%), y Rodrigo Abarca Acín (75%);
- (1430-1457) Sancha de Acín (12.5%) y Rodrigo Abarca Acín (87.5%);
- (1457-1484) Guiralt Abarca Acín (12.5%) y Rodrigo Abarca Abarca (87.5%);
- (1484-1494) Guiralt Abarca Acín (12.5%) y Juan Abarca Gurrea (87.5%);

### Señorío unificado (1494-1680)
- (1494-1523) Juan Abarca Gurrea, señor de La Garcipollera en pleno dominio (100%). Casado en 1517 con Orosia de Arto, tuvo a Bernardino, su sucesor en el señorío;
- (1523-1605) Bernardino Abarca Arto, señor de La Garcipollera.[10]Nació en 1521, y contrajo matrimonio con Ana de Luna y Asso, hija de Francisco de Luna, señor de Asso, con quien tuvo, entre otros, a su sucesor Sancho (que sigue), a Francisco, que murió en Flandes y a Rodrigo Abarca Luna, caballero de San Juan, que murió en 1588 a bordo de un navío de la Armada Invencible;
- (1605-1625) Sancho Abarca Luna, señor de La Garcipollera. Fue una persona respetada y gozó de gran prestigio entre sus coetáneos, ocupando numerosos cargos de responsabilidad. Fue Diputado del Reino por el brazo de caballeros infanzones en los ejercicios 1589-90 y 1598-99, prior de Jurados de Jaca en 1595, en 1619 contador de la ciudad, en 1621 prior de XXIV, y al año siguiente Justicia de Jaca. Fue, además, prudente en la administración de su Casa, administrando ventajosamente su patrimonio. Contrajo matrimonio con Juana Marcilla de Caparroso, con quien tuvo siete hijos, entre ellos a su sucesor Felipe (que sigue);
- (1625-1638) Felipe Abarca Caparroso, señor de La Garcipollera. Nace en 1579, y en su juventud sirvió en Milán y en Flandes, encontrándose en 1603 en el Sitio de Ostende. Al igual que su padre fue un noble respetado ocupando numerosos cargos públicos a lo largo de su vida. En 1611 se casa con Fausta Íñiguez, con quien tuvo a su sucesor Juan (que sigue);
- (1638-1646) Juan Abarca Íñiguez, señor de La Garcipollera. En 1638 contrajo matrimonio con Mariana Herrera de Guzmán, de quien tuvo a su sucesor Sancho (que sigue). Contrajo segundas nupcias con Prudencia Villalón, de quien tuvo a Juan Abarca Villalón,[11]a la sazón, 2.º conde de La Rosa, tras la muerte sin sucesión en  1689 de su hermano Sancho;
- (1646-1680) Sancho Abarca y Herrera de Guzmán, señor de La Garcipollera y conde de La Rosa desde 1680. Nació en 1639 y murió en 1689. Contrajo matrimonio con Lucía Arañón Antón, de linaje infanzón con casal en Villamayor, con quien no tuvo descendencia. En 1662 trasladó los restos de su padre y abuelo (Juan y Felipe) del convento de franciscanos de Jaca al monasterio de San Juan de  la Peña, donde fueron inhumados solemnemente en el panteón de nobles, junto a su antepasado Juan Abarca Gurrea.

Si bien los señoríos perduraron hasta el primer tercio del siglo XIX, y los sucesores de Sancho siguieron intitulándose como "barón de Garcipollera" (aunque dicho título nunca existió como tal),podríamos considerar a Sancho el último señor, al quedar el señorío de La Garcipollera eclipsado por la concesión del título condal en 1680.

## Condado de La Rosa
El 13 de febrero de 1680 el rey Carlos II elevó a condado el antiguo señorío de Larrosa (englobado dentro de la denominación de La Garcipollera) siendo Sancho, por tanto, el primer Conde de La Rosa,conservándose el título vigente en la actualidad.En 2013 la familia de Castro,donó el Archivo del Condado al Gobierno de Aragón.Los fondos donados incluyen documentación generada por el linaje de los Abarca desde el siglo XIII y, posteriormente, por los condes de La Rosa a partir de 1680.
Por Real Despacho de 17 de febrero de 1986, el título condal fue reconocido con la nueva denominación de "la Rosa de Abarca", siendo conde don Alejandro de Mora y Aragón,hermano de Fabiola de Mora y Aragón, reina consorte de los belgas (1960-1993).

## Casa solar de los señores de La Garcipollera
Consituyó la Casa solar de esta rama señorial, una Casa-palacio que en 1398 compró Juan Abarca Sanz a la reina María de Luna,esposa del rey Martín I de Aragón, y que se heredó generación tras generación por los sucesores del señorío (y posterior condado), hasta el siglo XIX. Dicha Casa se ubicaba en la antigua calle de "la Trapería", posteriormente de "las Damas", y actual calle "Echegaray" de Jaca, muy probablemente, donde hoy está el edificio que albergó el antiguo Casino de la ciudad (abierto en 1882), que no por casualidad confronta con la calle "de la Rosa" (en alusión al condado "de La Rosa", que en 1680 adquirirían los sucesores y propietarios de la Casa).
En 1454 el testamento de Rodrigo Abarca Acín, hijo de Juan,detalla los bienes anejos a dicha Casa: una Torre en la calle de la Trapería "franca e quita" (sin cargas), con sus casas, patios, huertos y bodega, junto a varias viñas y campos en las inmediaciones. Todos estos inmuebles debieron ser derribados a finales del siglo XIX para la construcción de la manzana de casas ubicadas entre las calles del obispo y Echegaray, pero todavía se conserva un dibujo de la Torre realizado por Valentín Carderera a su paso por Jaca en 1855.